# Kabinett Bethmann Hollweg (Preußen)
Das Kabinett Bethmann Hollweg bildete vom 14. Juli 1909 bis 14. Juli 1917 das von König Wilhelm II. berufene Preußische Staatsministerium. 
| Amt                                                    | Name |
| ------------------------------------------------------ | --- |
| Ministerpräsident                                      | Theobald von Bethmann Hollweg (FVP nahestehend) (gleichzeitig Reichskanzler) |
| Vizepräsident                                          | Clemens Delbrück, 16. August 1914 – 22. Mai 1916 (gleichzeitig Vizekanzler) Paul von Breitenbach, ab 22. Mai 1916 |
| Äußeres                                                | Theobald von Bethmann Hollweg |
| Finanzen                                               | Georg von Rheinbaben, 14. Juli 1909 – 27. Juni 1910 August Lentze, ab 27. Juni 1910 |
| Geistliche, Unterrichts- und Medizinal-Angelegenheiten | August von Trott zu Solz |
| Handel und Gewerbe                                     | Reinhold von Sydow |
| öffentliche Arbeiten                                   | Paul von Breitenbach |
| Justiz                                                 | Max Beseler |
| Inneres                                                | Friedrich von Moltke, 14. Juli 1909 – 18. Juni 1910 Johann von Dallwitz, 18. Juni 1910 – 18. April 1914 (DKP) Friedrich Wilhelm von Loebell, ab 1. Mai 1914                                                                                                   |
| Landwirtschaft, Domänen und Forsten                    | Bernd von Arnim, 14. Juli 1909 – 18. Juni 1910 Clemens Freiherr von Schorlemer-Lieser, ab 18. Juni 1910 |
| Krieg                                                  | Karl von Einem, 14. Juli 1909 – 11. August 1909 Josias von Heeringen, 11. August 1909 – 4. Juli 1913 Erich von Falkenhayn, 7. Juli 1913 – 19. Januar 1915 Adolf Wild von Hohenborn, 20. Januar 1915 – 29. Oktober 1916 Hermann von Stein, ab 29. Oktober 1916 |

Ab 1869 wurden Bundes- bzw. Reichsbeamte zu Ministern ohne Ressort ernannt, damit sie an Sitzungen des Staatsministeriums teilnehmen durften, an denen Bundes- bzw. Reichsangelegenheiten auf der Tagesordnung standen. Sie sind als reine Titularminister zu verstehen und ihre Ernennung als Lösung für die Probleme, die sich aus der nun notwendigen Verklammerung der Politik von Preußen und Reich ergaben. Die hier angegebenen Amtszeiten beziehen sich nur auf die Zeit als preußische Minister, die von der Amtszeit im Reich abweichen kann. 
| Amt                  | Name |
| -------------------- | --- |
| Auswärtiges Amt      | Gottlieb von Jagow, 3. Juli 1914 – 22. November 1916                                                                                  |
| Reichsamt des Innern | Clemens Delbrück, 14. Juli 1909 – 16. August 1914 Karl Helfferich, ab 22. Mai 1916                                                    |
| Reichsmarineamt      | Alfred von Tirpitz, 14. Juli 1909 – 15. März 1916                                                                                     |
| Reichsschatzamt      | Hermann Kühn, 3. Juli 1914 – 31. Januar 1915 Karl Helfferich, 1. März 1915 – 22. Mai 1916 Siegfried von Roedern, ab 11. Dezember 1916 |